# Mike Oquaye

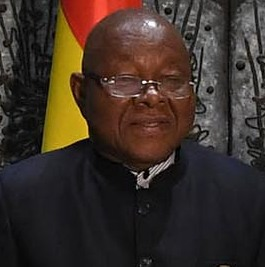
Mike Oquaye, 2017

Mike Aaron Oquaye (* 4. April 1944) ist ein ghanaischer Hochschullehrer, Anwalt, Politikwissenschaftler, Diplomat und Politiker. In der Regierung von Präsident John Agyekum Kufuor war er zunächst Minister für Energie und später Minister für Kommunikation. Letzteres Amt legte Oquaye freiwillig zum 31. Juli 2007 nieder, um seiner Partei, der New Patriotic Party (NPP) als Kandidat bei den Präsidentschaftswahlen 2008 zur Verfügung zu stehen.

## Leben
Oquaye studierte an der Universität von Ghana sowie der University of London. Er hat einen Abschluss als Bachelor (Hons.) in Politikwissenschaften, den LL.B. (Hons.) in Rechtswissenschaften, den B.L. sowie eine Promotion in Rechtswissenschaften. Oquaye ist Barrister am Supreme Court of England and Wales. Er ist ebenfalls in der Liste der Anwälte der Rechtsanwaltskammer Ghanas und hat mehrere Jahre als Solicitor für verschiedene führende Unternehmen, Banken und Beratungsgesellschaften in Ghana gearbeitet.
Oquaye hat verschiedene akademische Preise und Auszeichnungen gewonnen. Darunter im Jahr 1993 den Rockefeller Senior Scholar Award sowie im Jahr 1997 den Senior Fullbright Scholar Award. Von der ghanaischen Akademie der Künste und der Wissenschaften wurde ihm der Silver Award (Preis in Silber) für seine Arbeiten auf dem Gebiet der Sozialwissenschaften in Ghana verliehen. Er hat vielfältige Veröffentlichungen in akademischen Zeitschriften in den USA, Kanada, Großbritannien, Indien und Afrika vorzuweisen. Seine wissenschaftliche Arbeit erstreckt sich unter anderem auf die Gebiete der Militärherrschaft in Afrika, Demokratisierung in Afrika, Dezentralisation, Entwicklung, Kolonialismus und weitere.
Oquaye gilt als Verfechter der Frauenrechte. Für Ghana war er zwischen 2001 und 2005 als Hochkommissar diplomatischer Vertreter in Indien. Zwischen Januar 2005 und April 2006 war er Minister für Energie. Seit April 2006 ist er Minister für Kommunikation. Oquaye hat für den Wahlkreis Dome-Kwabenya einen Sitz im Parlament als Mitglied der New Patriotic Party (NPP) inne.
Mike Oquaye ist mit Alberta Oquaye verheiratet.